# Хронологія світових рекордів з бігу на 100 метрів з бар'єрами серед жінок
Світові рекорди з бігу на 100 метрів з бар'єрами серед жінок визнаються Світовою легкою атлетикою з-поміж результатів, показаних легкоатлетками на відповідній дистанції на біговій доріжці стадіону, за умови дотримання встановлених вимог.

## Хронологія рекордів

### Ручний хронометраж
ІААФ розпочала ратифікацію світових рекордів у бігу на 100 метрів з бар'єрами серед жінок, починаючи з 1969. До 1975 рекордними визнавались результати, зафіксовані лише за ручним хронометражем.
| Результат | Атлетка                  | Місто змагань | Дата змагань | Примітки | Відео |
| --------- | ------------------------ | ------------- | ------------ | -------- | ----- |
| 13,3      | Карін Бальцер НДР        | Варшава       | 20.06.1969   |          |       |
| 13,3      | Тереза Сукневич Польща   | Варшава       | 20.06.1969   |          |       |
| 13,0      | Карін Бальцер НДР        | Лейпциг       | 27.07.1969   |          |       |
| 12,9      | Карін Бальцер НДР        | Берлін        | 05.09.1969   |          |       |
| 12,8      | Тереза Сукневич Польща   | Варшава       | 20.06.1970   |          |       |
| 12,8      | Чі Чен Китайський Тайбей | Мюнхен        | 12.07.1970   |          |       |
| 12,7      | Карін Бальцер НДР        | Берлін        | 26.07.1970   |          |       |
| 12,7      | Тереза Сукневич Польща   | Варшава       | 20.09.1970   |          |       |
| 12,7      | Карін Бальцер НДР        | Берлін        | 25.07.1971   |          |       |
| 12,6      | Карін Бальцер НДР        | Берлін        | 31.07.1971   |          |       |
| 12,5      | Аннелі Ергардт НДР       | Потсдам       | 15.06.1972   |          |       |
| 12,5      | Памела Раян Австралія    | Варшава       | 28.06.1972   |          |       |
| 12,3      | Аннелі Ергардт НДР       | Дрезден       | 22.07.1973   |          |       |

### Автоматичний хронометраж
Світові рекорди з автоматичним хронометражем фіксуються з 1 січня 1975.
| Результат                              | Атлетка                   | Місто змагань | Дата змагань | Примітки    | Відео            |
| -------------------------------------- | ------------------------- | ------------- | ------------ | ----------- | ---------------- |
| 12,59                                  | Аннелі Ергардт НДР        | Мюнхен        | 08.09.1972   |             | Відео на YouTube |
| 12,48                                  | Гражина Рабштин Польща    | Фюрт          | 10.06.1978   |             |                  |
| 12,36                                  | Гражина Рабштин Польща    | Варшава       | 13.06.1980   |             | Відео на YouTube |
| 12,35                                  | Йорданка Донкова Болгарія | Кельн         | 17.08.1986   |             |                  |
| 12,29                                  | Йорданка Донкова Болгарія | Кельн         | 17.08.1986   |             | Відео на YouTube |
| 12,26                                  | Йорданка Донкова Болгарія | Любляна       | 07.09.1986   |             |                  |
| 12,25                                  | Гінка Загорчева Болгарія  | Драма         | 08.08.1987   |             |                  |
| 12,21                                  | Йорданка Донкова Болгарія | Стара Загора  | 20.08.1988   |             | Відео на YouTube |
| 12,20                                  | Кендра Гаррісон США       | Лондон        | 22.07.2016   | [ 1 ] [ 2 ] | Відео на YouTube |
| 12,12                                  | Тобі Амусан Нігерія       | Юджин         | 24.07.2022   | [ 3 ] [ 4 ] | Відео на YouTube |
| 2 роки, 248 днів від дати встановлення |                           |               |              |             |                  |